# Valeč (okres Karlovy Vary)
Valeč (německy Waltsch) je obec v okrese Karlovy Vary v Karlovarském kraji. Žije zde 336 obyvatel. Historické jádro je městskou památkovou zónou a okolní kulturní krajina byla vyhlášena krajinnou památkovou zónou Valečsko.

## Název
Název vesnice je odvozen z osobního jména Válek ve významu Válkův dvůr. V historických pramenech se vyskytuje ve tvarech de Walcz (1358 a 1369), de Walecz (1405), de Walcze (1407), na Valči (1487) nebo Walecz (1571).

## Historie

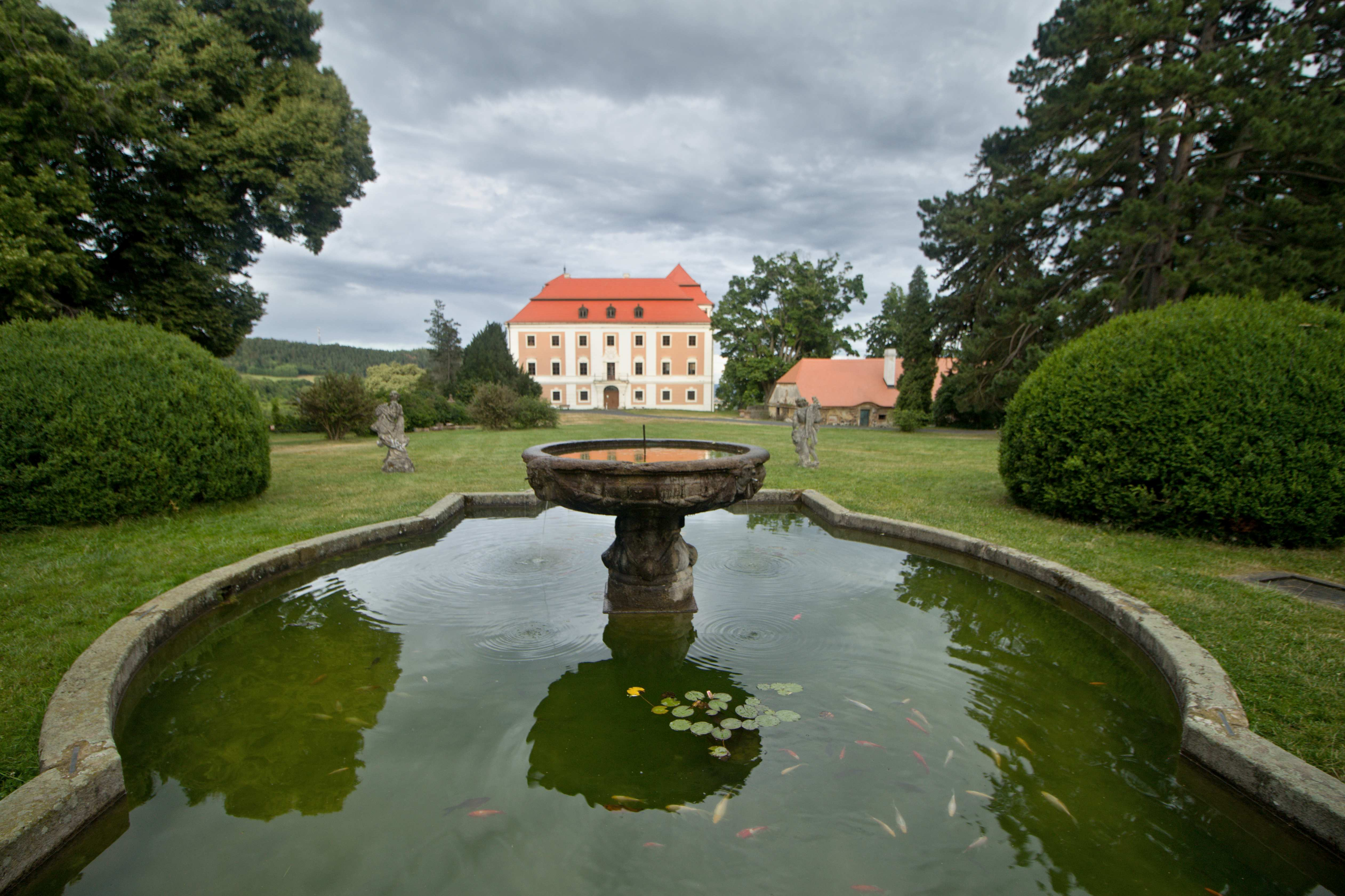
Valečský zámek ze zámeckého parku

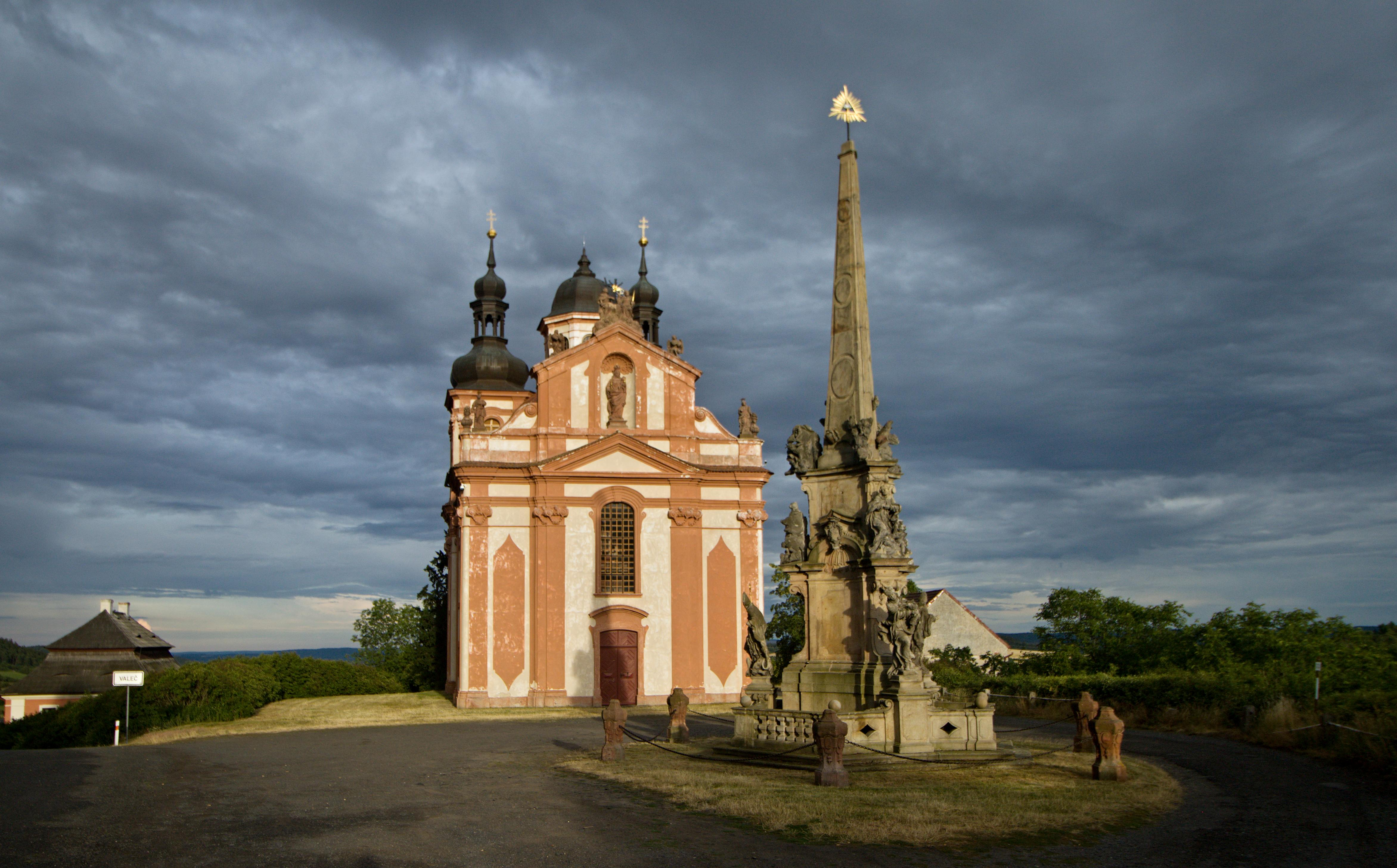
Kostel Nejsvětější Trojice (Valeč)

První písemná zmínka o vesnici pochází z roku 1358, jakož o majetku rytířů z Valče. Na městečko ves povýšil 2. prosince 1514 král Vladislav Jagellonský. Roku 1570 koupil Valeč Kryštof Štampach ze Štampachu. Václav Štampach ze Štampachu posléze vystavěl renesanční zámek, jehož podoba dnes není známa. Poté, co se Václav Štampach zúčastnil stavovského povstání a v roce 1622 odešel ze země, byl jeho majetek zkonfiskován. Zámek roku 1623, na přímluvu Jaroslava Bořity z Martinic, koupila zpět Václavova manželka Barbora Štampachová z Poutnova. Její manžel Václav odmítal přestoupit na katolickou víru a později, v roce 1628, odešel do exilu i s dětmi.
Výraznou změnu zámek prodělal za doby knížete Jana Kryštofa Kagera, který na přelomu 17. a 18. století renesanční zámek přestavěl na čtvercový dvoupatrový barokní zámek. Založil také zámeckou zahradu, kterou vybavil teatronem, kaskádovou fontánou a sochami Matyáše Bernarda Brauna. Nedaleko zámku pak nechal vystavět architektem G. A. Biana Rossou v letech 1710–1728 kostel Nejsvětější Trojice. Před jeho průčelím stojí také sloup Nejsvětější trojice od K. M. Kaňky z roku 1725.
V 18. století obýval Valeč rod Kagerovů z Globenu. Za vlastnictví hraběte Vincenta de Thurn-Valssasina prodělal zámek několik úprav v novorenesančním a novobarokním stylu. V první polovině 20. století pak ve Valči pobýval Dr. Jan Larisch-Mönnich, jemuž byl roku 1945 zámek zkonfiskován a předán do správy Organizaci politických vězňů.
Roku 1947 jej ministerstvo zemědělství přidělilo Ústřednímu ředitelství státních lesů a statků a zámek byl posléze používán jako domov pro korejské děti a od počátku padesátých let jako dětský domov. Po požáru 2. dubna 1976 převzalo zámek Krajské středisko památkové péče v Plzni. Rekonstrukce celého objektu však začala až v devadesátých letech 20. století.

## Přírodní poměry
V okolí Valče se nachází tři maloplošná zvláště chráněná území. Největším z nich je přírodní památka Valeč severovýchodně od vesnice, vyhlášená k ochraně mineralogického naleziště a hnízdiště ohrožených druhů živočichů. Převážně severovýchodně od Valče, na úpatí Šibeničního vrchu, leží přírodní památka Valečské lemy s výskytem teplomilných druhů rostlin a zvířat. Podzemní prostory v zámeckém parku slouží jako zimoviště netopýrů a jsou chráněny jako přírodní památka Valečské sklepy.

## Obyvatelstvo
Při sčítání lidu v roce 1921 zde žilo 806 obyvatel (z toho 386 mužů), z nichž bylo 35 Čechoslováků, 752 Němců a devatenáct cizinců. Kromě dvanácti židů a jednoho člověka bez vyznání se hlásili k římskokatolické církvi. Podle sčítání lidu z roku 1930 měla vesnice 807 obyvatel: 31 Čechoslováků, 759 Němců, dva příslušníky jiné národnosti a patnáct cizinců. Stále výrazně převažovala římskokatolická většina, ale žilo zde také šest evangelíků, deset židů, jeden člen jiné nezjišťované církve a dva lidé bez vyznání.
|                                                          | 1869  | 1880  | 1890  | 1900  | 1910 | 1921 | 1930 | 1950 | 1961 | 1970 | 1980 | 1991 | 2001 | 2011 | 2021 |
| -------------------------------------------------------- | ----- | ----- | ----- | ----- | ---- | ---- | ---- | ---- | ---- | ---- | ---- | ---- | ---- | ---- | ---- |
| Obyvatelé                                                | 1 034 | 1 005 | 1 079 | 1 013 | 878  | 806  | 807  | 396  | 363  | 390  | 343  | 278  | 257  | 244  | 261  |
| Domy                                                     | 144   | 144   | 144   | 140   | 144  | 143  | 154  | 114  | 97   | 75   | 73   | 100  | 97   | 104  | 108  |
| Počet domů z roku 1961 zahrnuje domy místní části Jeřeň. |       |       |       |       |      |      |      |      |      |      |      |      |      |      |      |

## Obecní správa
Obec byla v minulosti městysem. Katastrální území Valeč u Hradiště bylo k obci připojeno od 1. ledna 2016 v souvislosti se zmenšením vojenského újezdu Hradiště.

### Části obce
- Valeč (k. ú. Valeč v Čechách a Valeč u Hradiště)
- Jeřeň (k. ú. Jeřeň)
- Kostrčany (k. ú. Kostrčany)
- Nahořečice (k. ú. Nahořečice)
- Velký Hlavákov (k. ú. Velký Hlavákov)

Od 1. ledna 1975 do 23. listopadu 1990 k obci patřily i Bošov, Skřipová a Vrbice.

### Obecní symboly
Znak obce je historický, vlajka byla obci udělena rozhodnutím předsedkyně Poslanecké sněmovny Parlamentu České republiky dne 23. června 2022.

## Společnost
Valeč je městečko bohaté na kulturní památky, které jsou průběžně obnovovány. V letech 2009–2011 byl z grantu FM/EHP Norska obnoven kostel Nejsvětější trojice a na sloup Nejsvětější trojice byly opět umístěny restaurované plastiky Matyáše Bernarda Brauna. Ohniskem života obce je zámek a zámecký areál, kde se odehrává řada různých kulturních, společenských a vzdělávacích akcí (např. přednáškový cyklus Valeč – Brána Doupova). V parku je provozována kavárna a infocentrum Prádelna. Areál je průběžně obnovován. V roce 2020 bylo otevřeno v objektu bývalé zámecké kovárny nové multimediální lapidárium s celkem 28 originály soch z dílny barokního sochaře Matyáše Bernarda Brauna. V roce 2021 byla v zámku zpřístupněna audiovizuální expozice pozdně gotických fresek transferovaných ze zbořeného kostela svatého Wolfganga v Doupově. Opraven je také kostel svatého Jana Křtitele na náměstí. V obci je komunitní centrum, kde se pořádají výstavy, přednášky, školení a akce pro děti i dospělé. Ve Valči pravidelně vychází Valečský týdeník, který vydává Tranquillite, z. s. Velkou hudební událostí je od roku 2006 každoroční festival Povaleč, jenž na začátku srpna přitáhne do obce několik tisíc návštěvníků. V květnu se koná tradiční Slavnost květů. V roce 2020 byl ve Valči založen pobočný spolek Klubu českých turistů, Barokní Valeč. Ve Valči funguje mateřská a základní škola.
Dosud je také činná skupina sudetských Němců, kteří ve Valči bydleli před druhou světovou válkou. Na začátku 21. století byla na náměstí u příležitosti rozvíjení vztahů mezi českými a bývalými německými obyvateli vysazena lípa.

## Pamětihodnosti
- Zámek Valeč
- Zámecká zahrada s barokními sochami
- Skleník v zámeckém parku
- Letohrádek v zámeckém parku
- Iluzivní brány v zámeckém parku
- Kostel Narození svatého Jana Křtitele
- Kostel Nejsvětější Trojice
- Hřbitovní kostel Panny Marie
- Socha svatého Jana Nepomuckého
- Sloup se sochou Panny Marie
- Statue se sousoším Nejsvětější Trojice a sochami českých patronů
- Škola
- Fara
- Borovice Černá dáma
- Při silnici na vrch Kalvárie stojí 13 zastavení křížové cesty. Kapličky byly po roce 1958 pobořeny a v roce 2016 kompletně obnoveny.[13]
- Vrcholová plošina Šibeničního vrchu byla lidmi využívána už v období eneolitu, což dokládá nález jediné čepele. Ve střední a v závěrečné fázi doby bronzové byla jižní třetina plošiny osídlena. Hradiště s rozlohou 2,9 hektaru vymezovala hradba, z níž se dochoval val.[14]

## Galerie

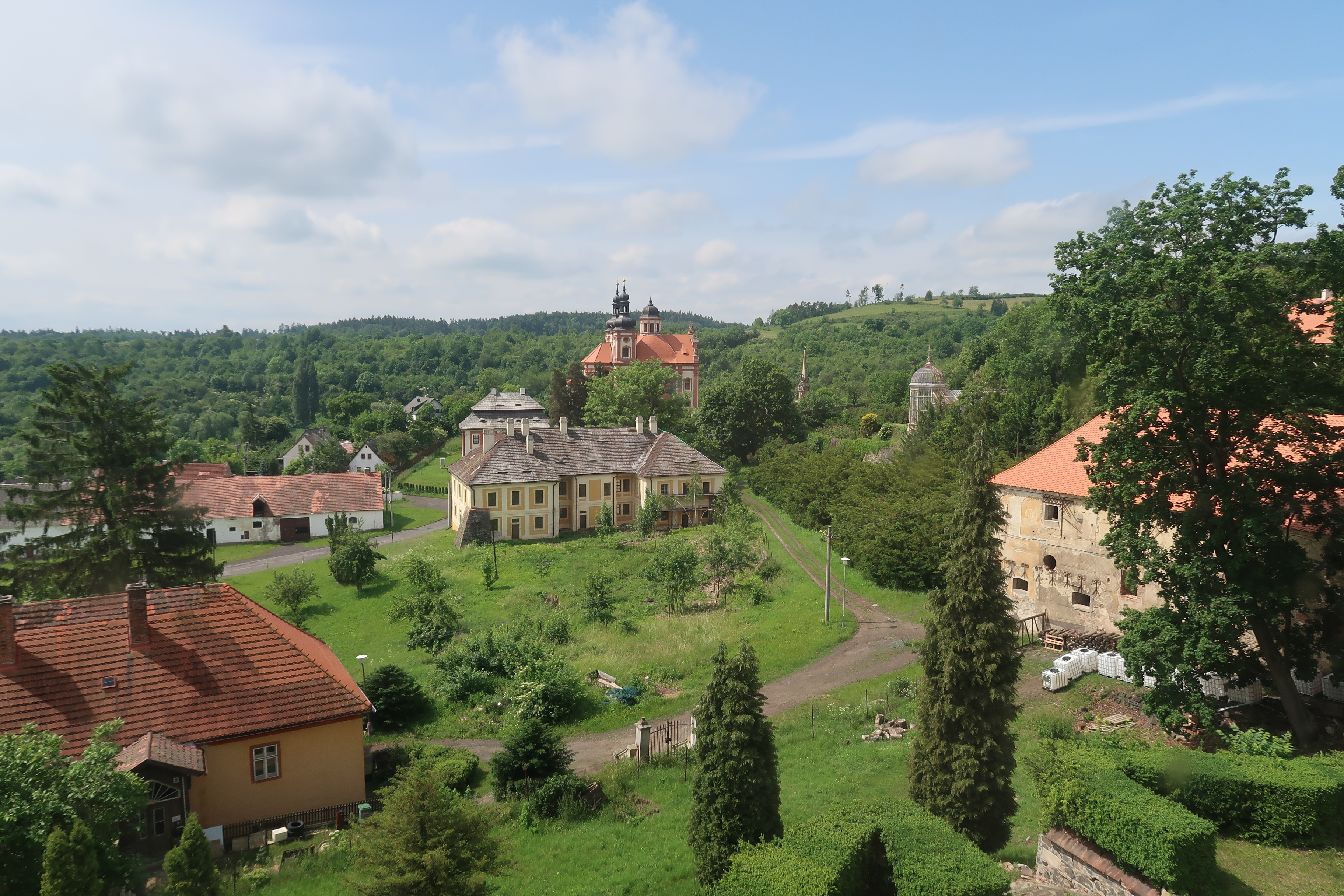
Panorama města z prvního patra zámku: pohled zámecký areál, barokní špitál a kostel Nejsvětější Trojice
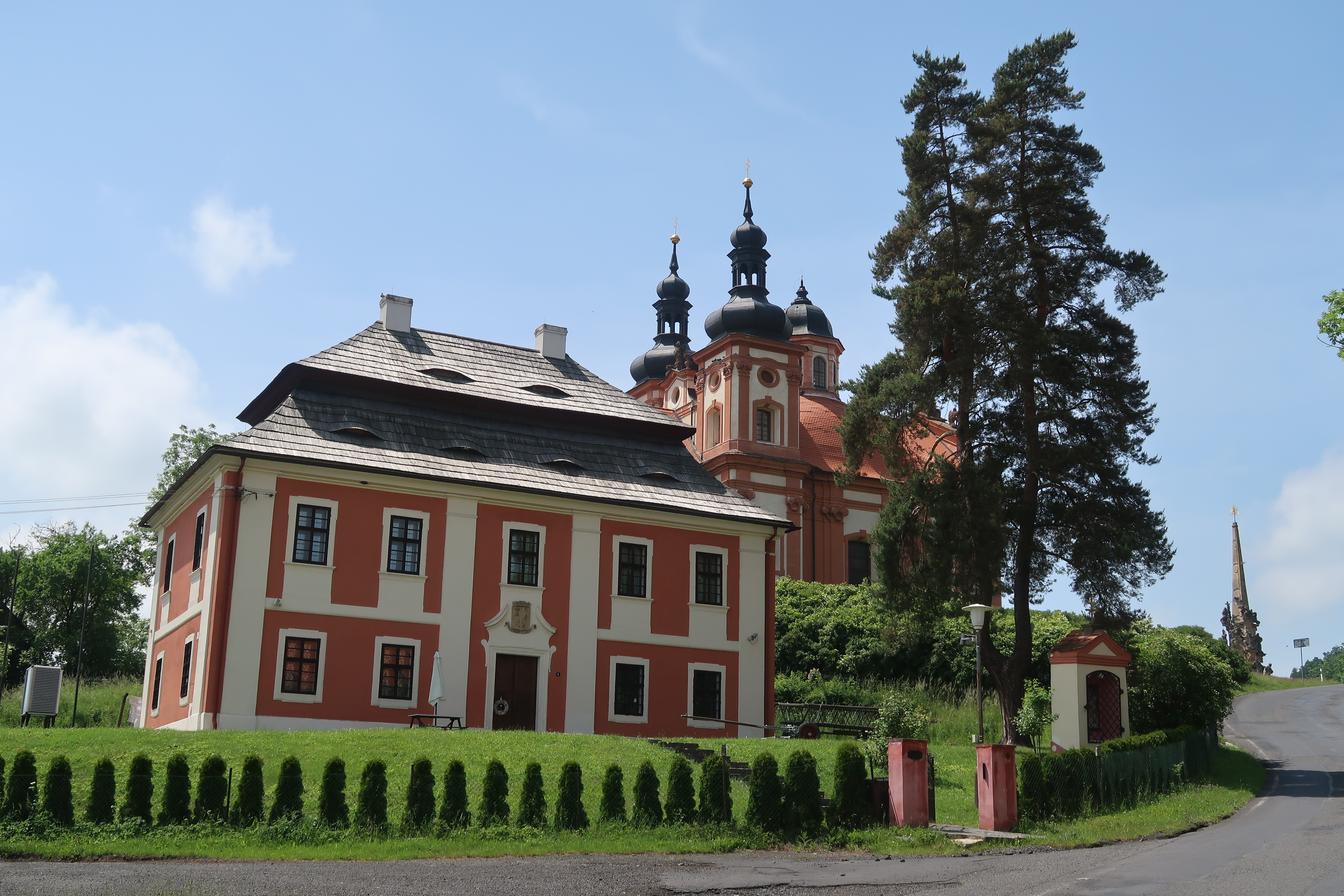
Děkanství a kostel Nejsvětější Trojice
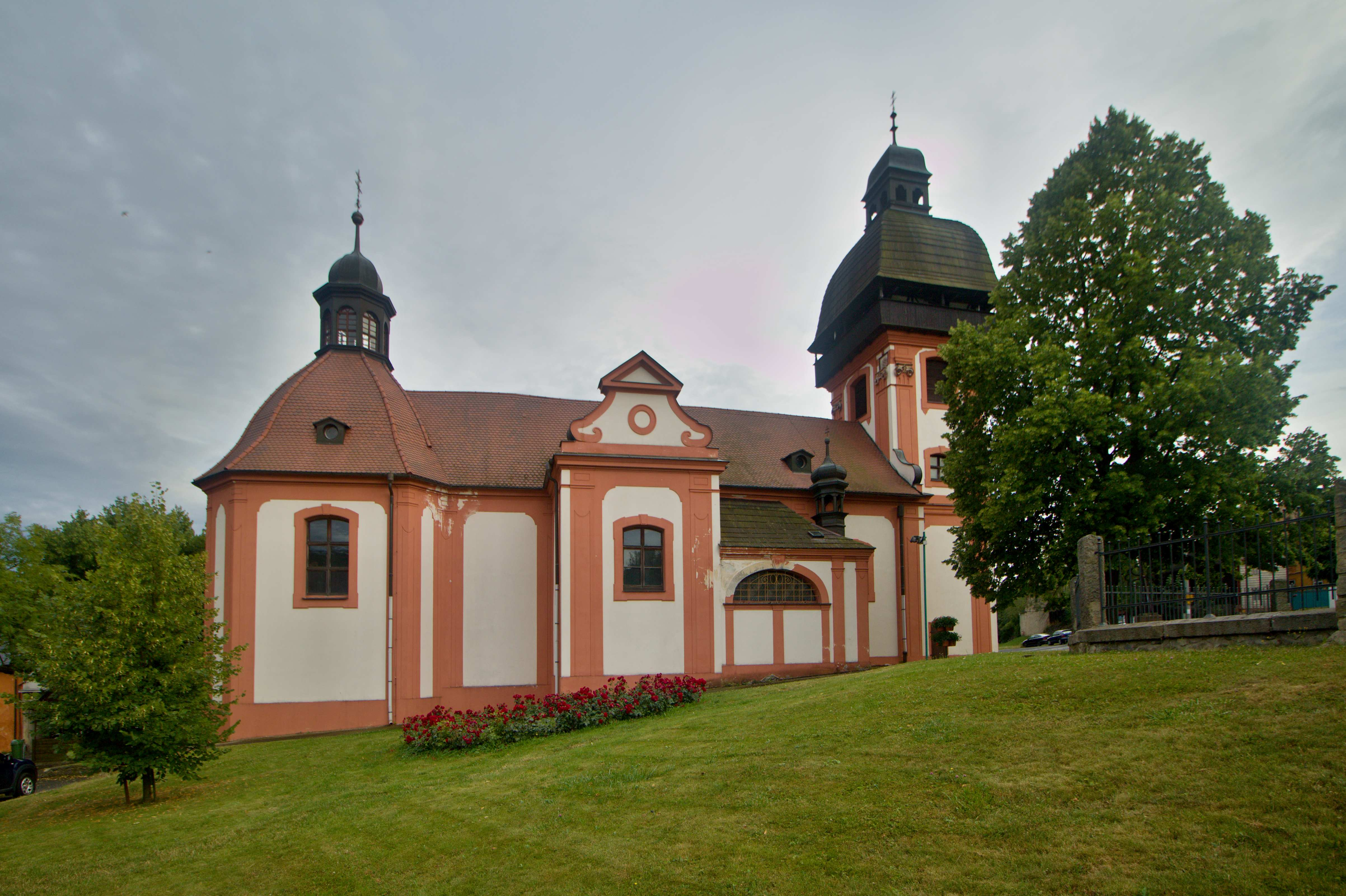
Kostel Narození svatého Jana Křtitele
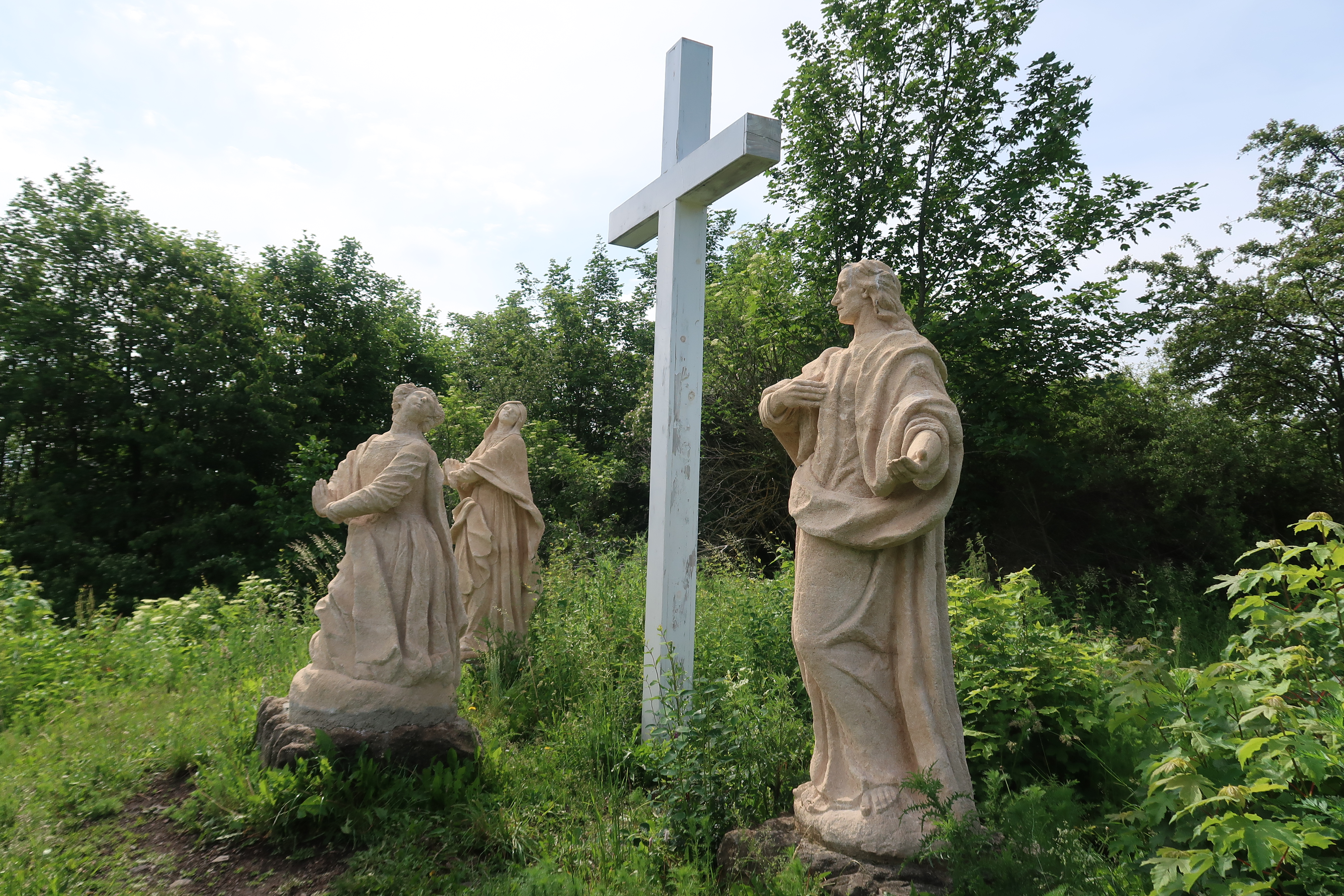
Vrchol křížové cesty nad městem (obnovené 2016)
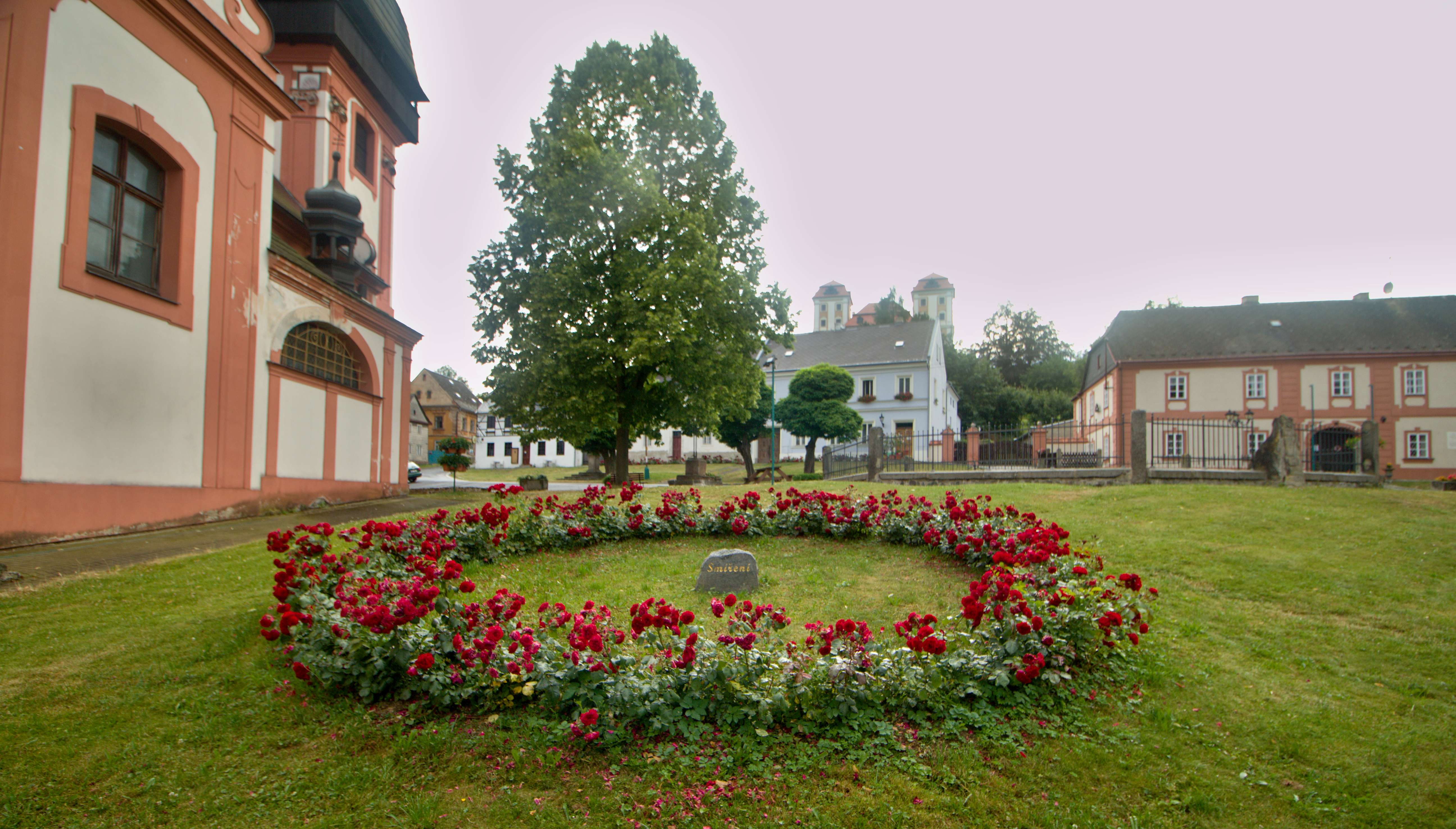
Místo česko-německého smíření u kostela Narození svatého Jana Křtitele